# Бар-Нави, Эли
Эли Бар-Нави (ивр. אלי בר-נביא‎; род. 1946[…], Бухарест) — израильский историк и дипломат, который был послом Израиля во Франции в период с 2000 по 2002 год. Написал около пятнадцати книг о Франции и Европе в период религиозных войн, а также о современной истории Израиля и еврейского народа. Он опубликовал многочисленные исследования в профессиональных журналах Европы, США и Канады, а также политические статьи в израильской и европейской прессе.

## Биография
Барнави родился в Бухаресте. В детстве эмигрировал в Тель-Авив и стал гражданином Израиля. Получил степени по истории и политологии в Тель-Авивском университете (ТАУ), а также получил докторскую степень по современной истории в Парижском университете в 1971 году, после чего был назначен профессором современной западной истории в ТАУ, где он возглавил Кафедру всеобщей истории и Центр международных исследований. Он стал научным директором Музея Европы в Брюсселе в 1998 году и был послом Израиля во Франции с 2000 по 2002 год, после чего возобновил преподавание в ТАУ и вернулся к своей работе в музее.
Барнави является сторонником мира в израильско-палестинском конфликте и создания палестинского государства. Он был членом движения «Шалом ахшав», Израильской партии труда и леволиберальной партии «Мерец». В июне 2008 года он написал в журнале Marianne статью об инциденте с Мухаммедом аль-Дурра, в котором участвовал 12-летний палестинский мальчик, предположительно застреленный. Он раскритиковал действия Талала Абу Рахмы — палестинского оператора-фрилансера для France 2 и Шарля Эндерлина, руководителя бюро France 2 в Израиле; и призвал к независимому расследованию этого дела. Эндерлин ответил, что, учитывая должность Барнави как бывшего посла, быстрый звонок в Шабак, службу внутренней безопасности Израиля, прояснил бы неточности в его рассказе. В 2010 году он помог создать JCall и поддержал кампанию «Призыв к разуму», которая пропагандирует решение о двух государствах.
Барнави дружил с Жаном Фридманом, членом французского Сопротивления, и убедил Фридмана написать автобиографию. Он дискутировал, среди прочего, с Юбером Ведрином.
Барнави написал несколько книг по истории Франции и Европы, в том числе L'Europe Frigide («Холодная Европа»; 2008), в которой он говорит о том, что «Европа больше не вызывает страсти в своих гражданах. Она потеряла сексуальную привлекательность, больше не волнует и не вызывает любопытства, так как все стало бюрократическим». В 2010 году он сказал, что Европейский Союз находится в упадке по сравнению с Соединенными Штатами и развивающимися странами.